# イリーナ・カゾワ
イリーナ・カゾワ（Irina Viktorovna Khazova、ロシア語: Ирина Викторовна Хазова、1984年3月20日 - ）は、ソビエト連邦、ゴーリキー州（現在のロシア、ニジニ・ノヴゴロド州）サロフ出身のクロスカントリースキー選手。

## プロフィール
カゾワ（旧姓アルツォモワ）は2003年のノルディックスキージュニア世界選手権で15kmで銅メダルを獲得、スプリント25位となった。
さらに翌2005年のノルディックスキージュニア世界選手権では15kmと5kmの2種目を制覇し注目された。
2007年にドーピング違反で2年間の出場停止処分を受けた。この間2008年9月に元ホッケー選手のコンスタンチン・カゾウェゴと結婚した。
2009-2010シーズンから競技に復帰、2010年バンクーバーオリンピックに出場しナタリア・コロステロワと組んだ団体スプリントで銅メダルを獲得した。